# SN 2008eg
SN 2008eg – supernowa typu Ia odkryta 20 lipca 2008 roku w galaktyce UGC 1324. W momencie odkrycia miała maksymalną jasność 16,20m.